# Mouvement pour la réforme nationale
Le Mouvement pour la réforme nationale (en arabe : حركة الإصلاح الوطني ; Harakat al-Islah al Watani) est un parti politique islamiste algérien fondé par Abdallah Djaballah et présidé par Djahid Younsi. 
Le parti est arrivé 3e lors de l'élection présidentielle de 2004 avec 5 % des voix. Lors des élections législatives, il a obtenu 9,5 % des suffrages, et compte 43 députés au parlement en 2002 et 3 députés en 2007. Il s'oppose notamment à la révision du Code de la famille algérienne.
En avril 2007, Abdallah Djaballah est écarté de la présidence du parti au profit de Mohamed Boulahya.
En vue des élections municipales du 29 novembre 2007, et à la surprise générale, Mais pour l'élection présidentielle d'avril 2009, seul Djahid Younsi, l'ex-secrétaire général du parti, a décidé d'aller au charbon en présentant sa candidature au nom de sa propre formation. Djahid Younsi est devenu le président du mouvement pour la réforme après avoir évincé le Cheikh Djaballah de la présidence de ce parti.
En janvier 2021, Fillali Ghouini apparaît dans la presse comme président du parti.